# Monodelphis kunsi
Monodelphis kunsi (Portugees: Cuíca-de-rabo-curto-pigméia, Spaans: Colicorto pigmeo) is een zoogdier uit de familie van de opossums (Didelphidae). De wetenschappelijke naam van de soort werd voor het eerst geldig gepubliceerd door Pine in 1975.

## Voorkomen
De soort komt voor in Bolivia, Brazilië, Paraguay en het noorden van Argentinië. Het leefgebied bevindt zich tussen laagland en 1500 meter.